# StarCraft: The Board Game
StarCraft: the Board Game (рус. Насто́льная игра́ StarCraft) — настольная игра, выпущенная осенью 2007 года компанией Fantasy Flight Games. Действие игры происходит во вселенной StarCraft, созданной компанией Blizzard Entertainment. Сама игра является так называемой «игрой большого формата» и больше всего похожа на Twilight Imperium, Nexus Ops, A Game of Thrones.
На русском языке игра выпускалась компанией «Смарт».

## Описание
Игра представляет военно-стратегическую настольную игру, представляющую StarCraft-галактику. Игровое поле формируют отдельные планеты из вселенной StarCraft. Игроки управляют уже знакомыми космическими и наземными юнитами (в широком смысле слова «юниты» в StarCraft: the Board Game — это рабочие, транспортные единицы и боевые отряды, однако в дальнейшим «юнитами» будут называться только военные отряды, то есть пластиковые фигурки из комплекта игры) терранов, протоссов и зергов с целью установления доминирования над галактикой или уничтожения противников.

### Игроки
В игре участвуют от 2 до 6 игроков, каждый из которых представляет лидера из вселенной StarCraft — Джима Рейнора, Арктура Менгска, Алдариса, Тассадара, Сару Керриган или Сверхразум — и управляет могущественными армиями. Учитывая, что в настольной игре представлены три различные расы, включающие по две фракции, каждая партия в StarCraft: the Board Game будет отличаться от предыдущей.

### Галактика

Игровое поле — галактика. Размещение обычных (горизонтальных) навигационных путей

В начале партии игроки формируют игровое поле — галактику, состоящую из взаимосвязанных планет, каждая из которых разделена на области, содержащие ресурсы, такие как минералы и газ, и очки победы (завоеваний). Количество используемых в партии планет равно удвоенному числу игроков. Планеты связаны между собой обычными (горизонтальными) и вертикальными навигационными путями. Это является абстракцией факта о трехмерности вселенной. С помощью стратегически правильного размещения планет и навигационных путей, игроки могут создать мощные крепости или соединить выбранные ими миры с другими планетами, чтобы сразу начать завоевания.
Как только галактика сформирована, каждый из игроков располагает свои начальные войска и базу на одной из планет, и битва за галактику начинается!

### Ресурсы
В StarCraft: the Board Game существует два типа ресурсов, которые могут быть найдены на планетах вселенной StarCraft — это минералы и газ. Ресурсы добываются рабочими и используются для исследования технологий, строительства и улучшения баз и для найма юнитов.
Система добычи ресурсов основана на использовании карт. Каждой планете, производящей минералы или газ, соответствует одна или несколько карт ресурсов, олицетворяющих отдельные области планеты. На каждой карте изображено число, представляющее, сколько минералов или газа производит данная область. Когда игрок желает нанять юнит или построить базу (или улучшение к ней), то он просто назначает свободных рабочих на добычу ресурсов (то есть перемещает их на карты ресурсов) при условии, что один рабочий добывает одну единицу какого-либо ресурса.
Если игрок испытывает острую нехватку в ресурсах (или же он предполагает, что вскоре потеряет контроль над какой-либо областью одной из планет), то игрок может направить на сбор ресурсов дополнительного рабочего, тем самым усиливая производственную нагрузку на месторождение ресурсов, а значит истощая его. Если одну и ту же область истощить дважды, то она будет полностью исчерпана, тем самым дальнейшая добыча ресурсов с этой области невозможна.

### Приказы
Все действия в StarCraft: the Board Game игроки осуществляют с помощью системы приказов. В зависимости от целей игроки выбирают для выполнения один из трех типов приказов: Мобилизация (применяется для передвижения юнитов и для нападения на вражеские войска), Строительство (используется для найма юнитов и возведения баз, а также улучшений к ним) и Исследование (применяется для изучения новых технологий и приобретения Карт Событий). Каждый ход игроки по очереди располагают по 4 приказа либо на планетах, на которых у них находятся юниты, либо на соседних к указанным планетам (то есть эти планеты связаны с оговариваемыми с помощью горизонтальных или вертикальных навигационных путей). Таким образом на каждой из выбранных планет образуются стопки из приказов. Размещение приказов на планетах происходит по часовой стрелке, начиная с первого игрока, и проходит в четыре фазы (в каждой фазе игроки размещают по одному приказу). После завершения размещения приказов начинается фаза их исполнения. Игроки по очереди, начиная с первого игрока, выбирают один из размещенных приказов и исполняют его. Если игрок не может исполнить ни одного из своих приказов (а это возможно, если на каждой из фишек его приказов располагается фишка приказа другого игрока), то он вместо исполнения приказа должен вытянуть одну Карту События. Механика системы размещения приказов (то есть образование стопок приказов) позволяет умелым игрокам, к примеру, предотвратить вражеское нападение или организовать неожиданную атаку на противника до того, как он успеет укрепить свои оборонительные силы в определенной области. Все зависит от того, приказ какого игрока находится наверху стопки.
У каждой фракции также есть три особых приказа — по одному каждого типа (Мобилизация, Строительство и Исследование), однако, эти приказы могут быть размещены только при наличии особой постройки, улучшения базы — Исследовательской Лаборатории. Эти приказы, оформленные в золотом цвете, представляют более мощные версии своих аналогов — обычных приказов, оформленных в серебряном цвете. Каждый особый приказ может быть использован только один раз за ход и при условии наличия Исследовательской Лаборатории на базе игрока. Игрок может разместить столько особых приказов, сколько он построил Исследовательских Лабораторий (но каждый приказ только один раз за ход).

### Победа в игре
В игре предусмотрено 4 способа победы:
- Обычная победа: Один или несколько игроков набирают 15 (20, если в игре есть фракция Алдариса; самому Алдарису нужно набрать 15) очков завоеваний к наступлению шестого пункта фазы перегруппировки. Очки завоеваний набираются путём установления контроля над содержащими их областями планет и прибавляются к уже существующим во время фазы перегруппировки.
- Специальная победа: Один или несколько игроков на момент наступления седьмого пункта фазы перегруппировки достигли специального условия победы, специфичного для их фракции.
- Окончание игры: Если во время фазы перегруппировки сыграно хотя бы 2 карты «The End Draws Near» («Конец близок»), то игра прекращается и выигрывает игрок, обладающий большим количеством очков завоеваний. Если у двух и больше игроков на этот момент одинаковое количество этих очков, то в правилах приводится основательный перечень условий для определения победителя.
- Победа за уничтожение противников: Все игроки, кроме одного, были уничтожены (не имеют ни единого боевого юнита или базы).

### Комплект поставки
Игра поставляется в достаточно большой коробке из плотного рифленого картона. При весе порядка 3.4 кг её размер составляет 58.5 x 29.5 x 10.5 см.
Комплектация игры весьма богатая и содержит следующие элементы:
- Правила.
- 180 пластиковых фигурок (по 30 на фракцию).
- 12 жетонов планет для построения галактики.
- 15 обычных (горизонтальных) путей навигации.
- 12 вертикальных путей навигации.
- 1 трек очков завоевания.
- 6 жетонов очков завоевания.
- 6 планшетов фракций.
- 6 справочных листов.
- 1 жетон первого игрока.
- 36 жетонов обычных приказов .
- 18 жетонов особых приказов.
- 36 жетонов баз .
- 90 жетонов рабочих .
- 42 жетонов транспортов .
- 40 жетонов построек .
- 12 жетонов исходных планет.
- 20 жетонов истощения.
- 26 карт ресурсов.
- 108 карт боя.
- 126 карт технологий.
- 70 карт событий.